# Сёмушкина, Анна Ивановна
Анна Ивановна Сёмушкина (1927—2003) — советский передовик производства в сельском хозяйстве. Герой Социалистического Труда (1971).

## Биография
Родилась в селе Урджар, Урджарского района, Восточно-Казахстанской области.
С 1941 года после окончания школы трактористов в городе Семипалатинск работала трактористкой в колхозе «Красные Горные Орлы» Урджарского района Семипалатинской области Казахской ССР.
С 1960 по 1982 годы — звеньевая кукурузоводческого звена колхоза «Красные Горные Орлы». В первый год здесь выращивали кукурузу на зерно и получили по 56 центнеров с гектара. В следующем — на силос. С каждого гектара взяли по 330 центнеров зелёной массы. На третий год урожай зелёной массы составил по 700 центнеров с гектара — и так каждый год.
С 1966 по 1970 годы в восьмой пятилетке — за счёт правильной организации труда, высокой механизации основных работ, умелого применения к местным условиям передовых агротехнических приемов производительность труда в звене А. И. Сёмушкиной повысилась на 27 процентов, стали стабильными урожаи кукурузы. Так, в 1970 году на некоторых участках звено собрало с каждого гектара по 900 центнеров кукурузы на силос.
23 июня 1966 года Указом Президиума Верховного Совета СССР «за отличие в труде» А. И. Сёмушкина была награждена Орденом Ленина.
8 апреля 1971 года Указом Президиума Верховного Совета СССР «за выдающиеся успехи, достигнутые в развитии сельскохозяйственного производства и выполнение пятилетнего плана продажи государству продуктов земледелия» Анна Ивановна Сёмушкина была удостоена звания Героя Социалистического Труда с вручением Ордена Ленина и золотой медали «Серп и Молот».
Помимо основной деятельности А. И. Сёмушкина избиралась членом Всесоюзного совета колхозников, в 1969 году — делегатом III Всесоюзного съезда колхозников, депутатом Урджарского районного Совета народных депутатов.
С 1982 года — на пенсии. Умерла в 2003 году селе Урджар, Урджарского района Казахстана.

## Награды
- Медаль «Серп и Молот» (8.04.1971)
- Орден Ленина (23.06.1966, 8.04.1971)
- Медаль «За доблестный труд в Великой Отечественной войне 1941—1945 гг.»